# Festival di Berlino 1980

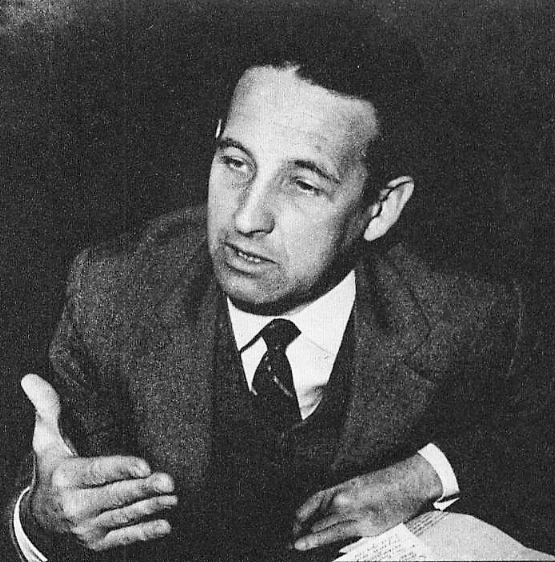
Direttore d'orchestra del regista polacco Andrzej Wajda è uno dei film più apprezzati del festival di quest'anno.

La 30ª edizione del Festival internazionale del cinema di Berlino si è svolta a Berlino dal 18 al 29 febbraio 1980, con lo Zoo Palast come sede principale. Direttore del festival è stato per il primo anno Moritz de Hadeln.
L'Orso d'oro è stato assegnato ex aequo al film statunitense Heartland di Richard Pearce e al film tedesco Palermo o Wolfsburg di Werner Schroeter.
Le retrospettive di questa edizione sono state dedicate al cinema 3-D e al regista Billy Wilder.

## Storia
(Wolfram Schütte a proposito di Palermo o Wolfsburg di Werner Schroeter, Frankfurter Rundschau, 8 marzo 1980)
Al suo primo anno da direttore della Berlinale, Moritz de Hadeln si trovò ad affrontare l'eredità lasciata dall'edizione precedente, ovvero il boicottaggio dei Paesi socialisti come protesta per la presenza del film Il cacciatore di Michael Cimino, considerato un "insulto" al popolo vietnamita. Era quindi necessario versare acqua sul fuoco e cercare la via migliore per far tornare i Paesi del blocco orientale al festival, un compito reso ancora più difficile dalla situazione geopolitica visto che gli stati occidentali stavano prendendo in considerazione il boicottaggio delle Olimpiadi di Mosca in risposta all'invasione sovietica dell'Afghanistan.
L'unico film italiano in concorso, Chiedo asilo di Marco Ferreri, fu molto apprezzato da pubblico e critica, oltre che dallo stesso direttore del festival, e si aggiudicò il Gran Premio della Giuria con questa motivazione: «Nel suo stile inventivo, Marco Ferreri ci pone a confronto con il mondo dei fanciulli e le nostre difficoltà di comunicare con loro, insieme alle nostre speranze e al nostro avvenire».
Alla fine de Hadeln ci riuscì anche grazie all'aiuto di Horst Pehnert, giornalista e viceministro della cultura della Germania Est che negli anni successivi avrebbe continuato a fare da mediatore tra interessi artistici e diplomatici. Alcuni eventi confermarono però la tensione del momento, a partire dalla richiesta da parte dell'Unione Sovietica di escludere dalla retrospettiva dedicata a Billy Wilder i film Uno, due, tre! e Ninotchka, co-sceneggiato da Wilder e ritenuto una pericolosa commedia ideologica.
Gli altri riguardarono i film Die wunderbaren Jahre del dissidente della DDR Reiner Kunze e Marigolds in August, scritto e interpretato dal drammaturgo sudafricano Athol Fugard. Il primo fu escluso per motivi di qualità, scatenando le proteste di parte della stampa e dei Junge Liberale, organizzazione politicamente vicina all'FDP che parlò di "auto-censura" e distribuì opuscoli in cui affermava "Ci vergogniamo di questa vigliaccheria". Il secondo portò di nuovo alla minaccia di boicottaggio da parte dell'URSS, che fece riferimento a una risoluzione delle Nazioni Unite che si opponeva alla cooperazione con il Sudafrica. Il management del festival sottolineò che il film era contro la segregazione razziale e che il dramma di Fugard era stato mostrato senza alcuna obiezione nei Paesi socialisti. Fu organizzata una proiezione speciale per la delegazione sovietica che fortunatamente tornò sui suoi passi, alla condizione che fosse inserito nel programma e nella documentazione del festival senza l'indicazione del Paese di origine. Alla fine Marigolds in August si aggiudicò il premio INTERFILM e Athol Fugard quello per il 30º anniversario della Berlinale.
La nuova direzione implementò diverse funzionalità nella struttura del festival, tra cui un maggior numero di registi, critici e produttori nel comitato consultivo e il miglioramento dei requisiti di selezione dei film destinati al Kinderfilmfest (in cui fu particolarmente apprezzato Jag Är Maria dello svedese Karsten Wedel). All'attore e attivista LGBT Manfred Salzgeber fu affidato lo sviluppo dell'Info-Schau (che sei anni dopo avrebbe dato origine alla sezione Panorama) nel quale fu proiettato tra gli altri Ratataplan dell'esordiente Maurizio Nichetti. Proseguì inoltre la cooperazione tra la competizione e il Forum internazionale del giovane cinema, che il consiglio di amministrazione riconobbe come partner alla pari, e la "tensione produttiva" tra le due sezioni diventò un marchio di qualità del festival. Nella sua relazione di chiusura, il direttore del Forum Ulrich Gregor scrisse che era stato positivo per registi e produttori che la Berlinale avesse messo a disposizione «due modalità completamente diverse di presentazione in termini di condizioni di proiezione e aspettative del pubblico».
Tra i film in concorso che riscossero maggior successo ci furono quelli provenienti dall'Europa dell'Est, come Direttore d'orchestra di Andrzej Wajda (per il quale Andrzej Seweryn ricevette l'Orso d'argento per il miglior attore), Mosca non crede alle lacrime di Vladimir Men'šov e Solo Sunny di Konrad Wolf e Wolfgang Kohlhaase che ottenne tre riconoscimenti. La scelta della giuria ritenuta più coraggiosa e anticonvenzionale fu comunque l'assegnazione dell'Orso d'oro a Palermo o Wolfsburg di Werner Schroeter, elogiato da pubblico e addetti ai lavori che mostrarono invece qualche perplessità riguardo all'altro vincitore, Heartland del regista statunitense Richard Pearce.
Altro oggetto di dibattito fu la presenza di due film mostrati fuori concorso: Cruising di William Friedkin dette origine ad una polemica sullo sfruttamento superficiale e sensazionalista della comunità gay, mentre la co-produzione italo-americana Caligola di Tinto Brass fu liquidata come uno spettacolo di pura pornografia.

## Giuria internazionale
- Ingrid Thulin, attrice (Svezia) - Presidente di giuria[10]
- Betsy Blair, attrice (Regno Unito)
- Mathieu Carrière, attore (Francia)
- Alberto Isaac, regista e sceneggiatore (Messico)
- Peter Kern, attore (Austria)
- Károly Makk, regista e sceneggiatore (Ungheria)
- Alexander Mitta, regista e sceneggiatore (Unione Sovietica)
- Alexandre Trauner, scenografo (Francia)
- Angel Wagenstein, scrittore e regista (Bulgaria)

## Selezione ufficiale

### In concorso
- Les bons débarras, regia di Francis Mankiewicz (Canada)
- Chiedo asilo, regia di Marco Ferreri (Italia, Francia)
- El crimen de Cuenca, regia di Pilar Miró (Spagna)
- La danza del corvo (Korpinpolska), regia di Markku Lehmuskallio (Finlandia, Svezia)
- Direttore d'orchestra (Dyrygent), regia di Andrzej Wajda (Polonia)
- Un dolce viaggio (Le Voyage en douce), regia di Michel Deville (Francia)
- Düşman, regia di Zeki Ökten (Turchia)
- La fiducia (Bizalom), regia di István Szabó (Ungheria)
- Germania pallida madre (Deutschland bleiche Mutter), regia di Helma Sanders-Brahms (Germania Ovest)
- Heartland, regia di Richard Pearce (Stati Uniti)
- Hlavy, regia di Petr Sís (Cecoslovacchia)
- Im Herzen des Hurrican, regia di Hark Bohm (Germania Ovest)
- Marigolds in August, regia di Ross Devenish (Sudafrica)
- Marmeladupproret, regia di Erland Josephson (Svezia)
- La morte in diretta (La Mort en direct), regia di Bertrand Tavernier (Francia, Germania Ovest)[11]
- Mosca non crede alle lacrime (Moskva slezam ne verit), regia di Vladimir Men'šov (Unione Sovietica)
- Palermo o Wolfsburg (Palermo oder Wolfsburg), regia di Werner Schroeter (Germania Ovest, Svizzera)
- Der Preis fürs Überleben, regia di Hans Noever (Germania Ovest, Francia)[12]
- Rod Gröth, regia di Jörg Moser-Metius (Germania Ovest)
- Rude Boy, regia di Jack Hazan e David Mingay (Regno Unito)
- Solo Sunny, regia di Konrad Wolf e Wolfgang Kohlhaase (Germania Est)
- Transit, regia di Daniel Wachsmann (Israele)
- La Viuda de Montiel, regia di Miguel Littín (Messico, Colombia, Venezuela, Cile)

### Fuori concorso
- Caligola, regia di Tinto Brass (Italia, Stati Uniti)
- Cruising, regia di William Friedkin (Stati Uniti, Germania Ovest)

### Forum internazionale del giovane cinema
- Amore di perdizione (Amor de Perdição), regia di Manoel de Oliveira (Portogallo)
- Aulad el rih - Les enfants du vent, regia di Brahim Tsaki (Algeria, Francia)
- Braços Cruzados, Máquinas Paradas, regia di Roberto Gervitz e Sergio Toledo (Brasile)
- Chuvas de Verão, regia di Carlos Diegues (Brasile)
- Il cineamatore (Amator), regia di Krzysztof Kieślowski (Polonia)
- Correction, Please or How We Got Into pictures, regia di Noël Burch (Regno Unito)
- Daughter Rite, regia di Michelle Citron (Stati Uniti)
- Dos, regia di Álvaro del Amo (Spagna)
- Dotek svetla, regia di Helena Trestíková (Cecoslovacchia)
- Emily: Third Party Speculation, regia di Malcolm Le Grice (Regno Unito)
- Ett anständigt liv, regia di Stefan Jarl (Svezia)
- Etwas tut weh, regia di Recha Jungmann (Germania Ovest)
- Four Shadows, regia di Larry Gottheim (Stati Uniti)
- Grand Opera, regia di James Benning (Stati Uniti)
- Hungerjahre, regia di Jutta Brückner (Germania Ovest)
- Ija Ominira, regia di Ola Balogun (Nigeria)
- Al Irs - La Noce, regia di Jalila Baccar, Mohammed Driss, Fadhel Jaibi, Fadhel Jaziri e Habib Masroukie (Tunisia)
- Die Kinder aus Nr. 67, regia di Ursula Barthelmess e Werner Meyer (Germania Ovest)
- A kis Valentinó, regia di András Jeles (Ungheria)
- Kollegen, regia di Urs Graf (Svizzera)
- Maratona d'autunno (Osennij marafon), regia di Georgij N. Danelija (Unione Sovietica)
- Mourir à tue-tête, regia di Anne Claire Poirier (Canada)
- My Survival as an Aboriginal, regia di Essie Coffey (Australia)
- On Company Business, regia di Allan Francovich (Stati Uniti)
- The Ortlieb Woman (Die Ortliebschen Frauen), regia di Luc Bondy (Germania Ovest)
- Premier pas, regia di Mohamed Bouamari (Algeria)
- Processo per stupro, film collettivo (Italia)
- Pukuanipanan, regia di Arthur Lamothe e Rémi Savard (Canada)
- I ribelli di Alvarado (Redes), regia di Emilio Gómez Muriel e Fred Zinnemann (Messico)
- Schilten, regia di Beat Kuert (Svizzera)
- Seitensprung, regia di Evelyn Schmidt (Germania Est)
- Souterrain, regia di Rotraut Pape (Germania Ovest)
- Strahlende Zukunft, regia di Suzanne Beyeler e Andreas Soschynski (Germania Ovest)
- Street Corner Stories, regia di Warrington Hudlin (Stati Uniti)
- The Tempest, regia di Derek Jarman (Gran Bretagna)
- Thriller, regia di Sally Potter (Regno Unito)
- Tudo bem, regia di Arnaldo Jabor (Brasile)
- Was soll'n wir denn machen ohne den Tod, regia di Elfi Mikesch (Germania Ovest)
- Wer keinen Mut zum Träumen hat, hat keine Kraft zu kämpfen, film collettivo (Germania Ovest)
- The Whole Shootin' Match, regia di Eagle Pennell (Stati Uniti)

- Film di Klaus Wyborny
- Pot-pourri aus "Östlich von keinem Westen", regia di Klaus Wyborny (Germania Ovest)
- Sechs kleine Stücke auf Film, regia di Klaus Wyborny (Germania Ovest)
- Unerreichbar Heimatlos, regia di Klaus Wyborny (Germania Ovest)

- Film di Marguerite Duras
- Aurélia Steiner (Melbourne), regia di Marguerite Duras (Francia)
- Aurélia Steiner (Vancouver), regia di Marguerite Duras (Francia)
- Cesarée, regia di Marguerite Duras (Francia)
- Les Mains négatives, regia di Marguerite Duras (Francia)

- Film del Massachusetts Institute of Technology
- Just Blue, regia di Glorianna Davenport e Rachel M. Strickland (Stati Uniti)
- Marv Cutler and the Little Prince of Rock, regia di Carolyn Swartz (Stati Uniti)
- Mom, regia di Mark Rance (Stati Uniti)

- Film di Raúl Ruiz
- Colloque de chiens, regia di Raúl Ruiz (Francia)
- De grands événements et des gens ordinaires, regia di Raúl Ruiz (Francia)

- Film di Les Blank
- Garlic Is as Good as Ten Mothers, regia di Les Blank (Stati Uniti)
- Werner Herzog Eats His Shoe, regia di Les Blank (Stati Uniti)

## Premi

### Premi della giuria internazionale
- Orso d'oro: ex aequo Heartland di Richard Pearce e Palermo o Wolfsburg di Werner Schroeter
- Orso d'argento, gran premio della giuria: Chiedo asilo di Marco Ferreri
- Berlin Bear 30th Anniversary Prize: Athol Fugard (in occasione della proiezione di Marigolds in August di Ross Devenish)
- Orso d'argento per il miglior regista: István Szabó, per La fiducia
- Orso d'argento per la migliore attrice: Renate Krößner per Solo Sunny di Wolfgang Kohlhaase e Konrad Wolf
- Orso d'argento per il miglior attore: Andrzej Seweryn, per Direttore d'orchestra di Andrzej Wajda
- Orso d'argento, menzione d'onore:
Yilmaz Güney, per la sceneggiatura di Düşman di Zeki Ökten
La danza del corvo di Markku Lehmuskallio
Rude Boy di Jack Hazan e David Mingay
- Orso d'oro per il miglior cortometraggio: Hlavy di Petr Sís
- Orso d'argento, premio della giuria (cortometraggi): Rod Gröth di Jörg Moser-Metius

### Premi delle giurie indipendenti
- Premio FIPRESCI: Solo Sunny di Wolfgang Kohlhaase e Konrad Wolf
Premio FIPRESCI (Forum): ex aequo Hungerjahre di Jutta Brückner e On Company Business di Allan Francovich
- Premio OCIC: Düşman di Zeki Ökten
Raccomandazione: La danza del corvo di Markku Lehmuskallio
Premio OCIC (Forum): Die Kinder aus Nr. 67 di Ursula Barthelmess e Werner Meyer
- Premio INTERFILM Otto Dibelius:[13] Heartland di Richard Pearce e Marigolds in August di Ross Devenish
Raccomandazione: La fiducia di István Szabó
Raccomandazione (cortometraggi): Dotek svetla di Helena Trestíková
Premio INTERFILM (Forum): Il cineamatore di Krzysztof Kieślowski
Raccomandazioni (Forum): Maratona d'autunno di Georgij N. Danelija e Premier pas di Mohamed Bouamari

### Premi dei lettori
- Premio dei lettori della Berliner Morgenpost: Solo Sunny di Wolfgang Kohlhaase e Konrad Wolf